# Pakinainen
Pakinainen est une île de l'archipel finlandais à Naantali en Finlande.

## Géographie
La superficie de  Pakinainen est de 5,88 kilomètres carrés et sa longueur maximale est de cinq kilomètres. 
La partie orientale de l'île s'appelle Harkinmaa. 
Au milieu de l'île se trouve le lac Pakinaistenjärvi d'environ quatre hectares et envahi par la végétation,.
Dans la chênaie d'Hautaniemi, située dans la partie nord-est de l'île, prospèrent des centaines de chênes.
L'archipel de Pakinainen (fi) est un site Natura 2000 (FI0200065)  et une zone de conservation de 571 hectares situé à Naantali et Parainen.

## Transports
L'ile n'est pas accessible par la route.
Pakinainen est desservie par le traversier M/S Isla venant d'Haapala sur l'île d'Otava.

### Articlesconnexes
- Liste d'îles de Finlande